# Subtraktiv syntese
Subtraktiv syntese er i dag blot en af mange måder at genere lyd i en synthesizer. I en subtraktiv synthesizer frembringes klangen ved, at en spændingsstyret oscillator (VCO) først generer en lyd (almindeligvis en sinus-, firkant- eller savtak-bølge).
Ved hjælp af et variabelt filter (VCF) fjernes en del af overtoneindholdet. Ved afskæringsfrevensen i et elektronisk filter kan der opstå en ringning (resonans). Graden af resonans (fra slet ingen, til hylende selvsving) kan reguleres på kontrollen resonance.
Lydforløbet behandles desuden med en envelope-generator (ADSR), som regulerer, hvor lang tid lyden henholdsvis er om at stige til fuldt neveau og dernæst klinge ud, når en tangent trykkes ned. 
Alle de ovennævnte dele kan styres (moduleres) af f.eks. en lavfrekvensoscillator (LFO), sådan at oscillatorens tonehøjde eller toneform kan ændre sig rytmisk. Det samme kan man gøre med afskæringsfrekvens og resonans i filteret.
En af pionererne inden for synthesizere var Robert Moog, som i 1960'erne fremtillede de første analoge, subtraktive synthesizere.
Alle de første synthesizere fungerede efter subtraktiv syntese-princippet. Men med fremkomsten af digitalteknik blev det muligt at fremtille polyfoniske synthesizere, der samtidig kunne frembringe helt nye og avancerede klangtoner. Yamahas DX-7 var en anden konkurrent. Her blev lydene frembragt ved FM-syntese, som er en analog teknik, men med helt andre klangmuligheder end analog subtraktiv syntese.